# SDZ SER-082
SDZ SER-082 je lek koji deluje kao mešoviti antagonist za  i  serotoninske receptore, sa dobrom selektivnošću za druge tipove serotoninskog receptora i malom preferencijom za  u odnosu na . On je korišten u životinjskim studijama uticaja dejstva različitih  podtipova, i kako oni utiču na efekte drugih lekova poput kokaina.